# Carrara
Carrara és un municipi italià de 65.021 habitants a la província de Massa-Carrara.
És el centre més important de la indústria del marbre italià, ja que és la font del marbre de Carrara, famós marbre blanc extret de les muntanyes properes.
Juntament amb Massa, el període entre els segles XV i XIX, va constituir el "Ducat de Massa i Carrara".
D'entre els monuments de la ciutat, cal destacar el duomo del segle xii i el palau ducal del segle xvi, ara la seu de l'Acadèmia de Belles Arts.
Ha estat, i és encara, la capital dels problemes anàrquics italians i internacionals, encara que amb el temps ha esdevingut folklore. La biblioteca anàrquica del cercle culturar Gogliardo Fiaschi recull i explica amb la seva col·lecció allò que va ser el moviment anarquista italià i carrarès.
Lingüísticament es considera una isola linguistica emiliana (illa lingüística emiliana).

## Geografia

### Territori

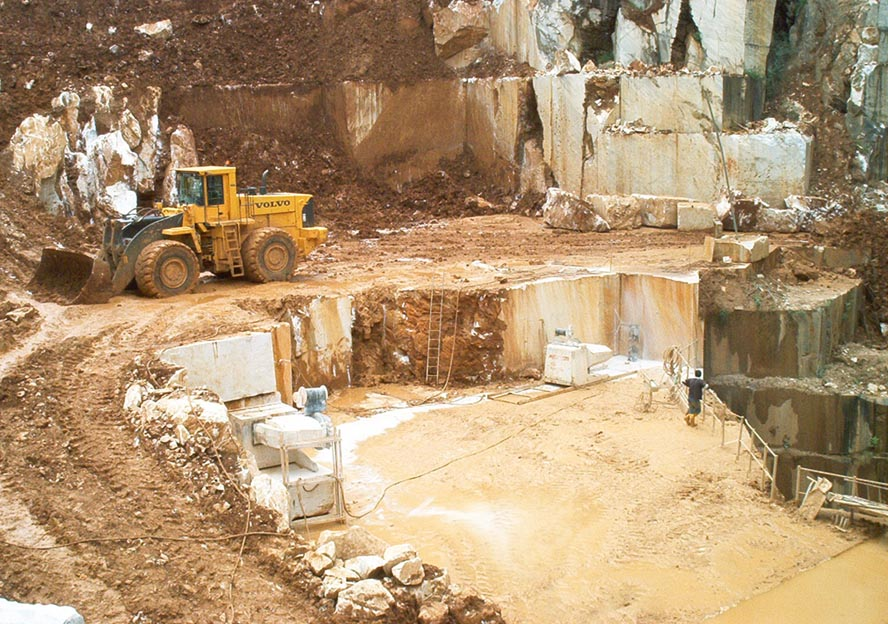
Mina de marbre a Carrara

La ciutat de Carrara és l'últim centre de la Toscana abans d'arribar a la Ligúria, fet que fa que els habitants no se sentin ni toscans ni lígurs. La província és frontera entre tres regions: la Toscana, la Ligúria i Emília-Romanya. Carrara es desenvolupa des de la costa (Marina di Carrara) fins als Alpi Apuane. La ciutat és banyada pel torrent Carrione, que neix al mont Spallone i té una llargada de 52 km. El centre històric es troba al mig del carrer entre el mar i la muntanya. Mirant des de la costa, el centre de Carrara no pot veure's, perquè hi ha els turons que la separan de Massa i d'Ortonovo. Banyada pel mar Lígur, la costa presenta diverses platges on és molt agradable passar els dies d'estiu.

## Clima
El clima és dominat pels Alpi Apuane i "reparat" pels vents freds provinents del nord. El mar, que té costa a la ciutat, deixa entrar els corrents calents del mar Mediterrani. La temperatura mitjana va entre els 10-15 °C. Les precipitacions segueixen el règim pluvial de la Ligúria i les màximes es registren al febrer i al maig. A la zona de la costa es registren precipitacions anuals de prop de 1000 mm.
A les muntanyes, el clima és fresc, les precipitacions anuals són més abundants que a la zona de la costa, 3000 mm.

## Història
La història d'aquest municipi és molt extensa i pot dividir-se en quatre parts:
- Els orígens
- De la caiguda de l'Imperi Romà al domini dels Vescovi di Luni
- Els Malsapina
- Del ducat de Mòdena a la unificació d'Itàlia

(Consultar Història de Carrara)

## Economia

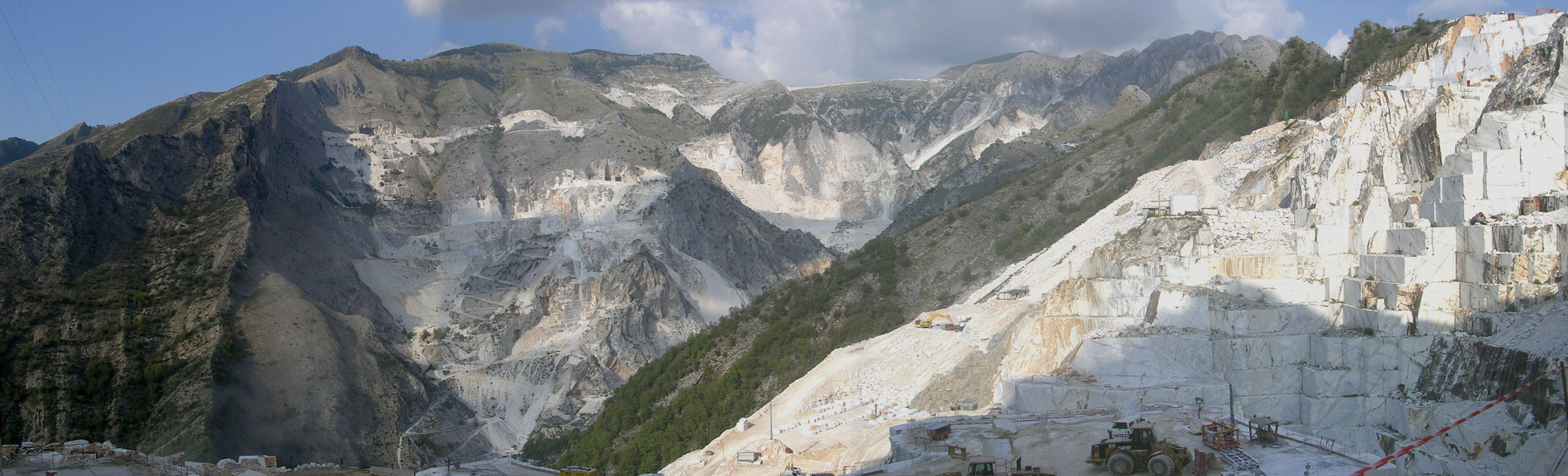
Foto panoràmica de les mines d'extracció de marbre de Carrara

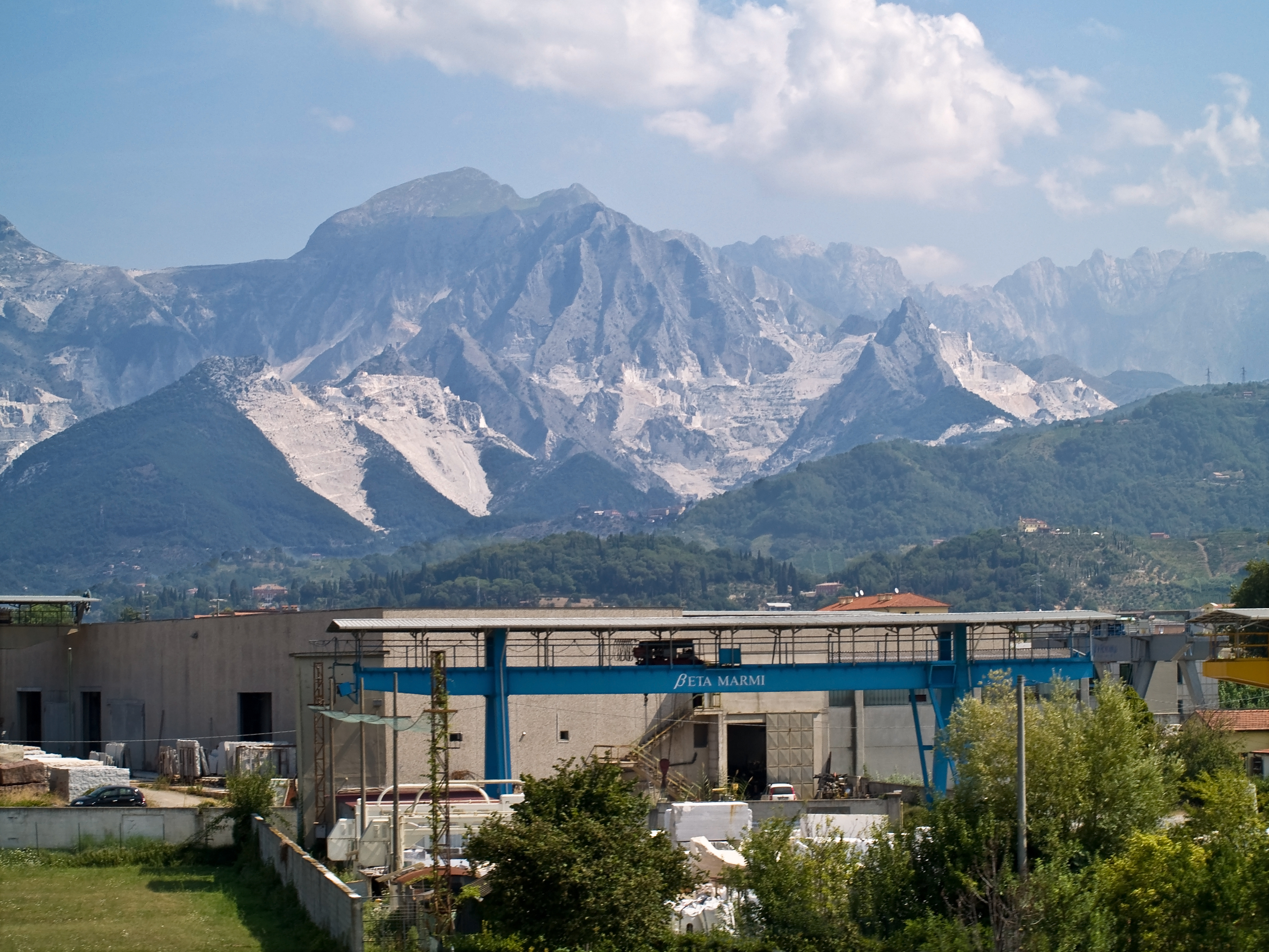
Explotació de marbre de Carrara

L'economia de Carrara es basa principalment en la indústria i el comerç del marbre en totes les seves varietats: els blocs s'extreuen i després són embarcats al port de Marina di Carrara, on s'exporten a tot el món. A part de la indústria del marbre, que és l'activitat principal, Carrara viu del turisme, en particular de l'artístic (amb freqüents visites al centre històric) i del dels balnearis (la ciutat disposa de platges i de centres). Cal remarcar la presència d'indústries, químiques i alimentàries principalment. Molt notable és el sector de la confecció, que realitza un dels millors treballs d'Itàlia.

## Cultura
Carrara té una peculiaritat etnolingüística, el dialecte carrarès, idioma apartentment semblant al gal·lo-italià i que es pot incloure al grup de les llengües emiliano-romanyes. Ja que a la zona es parlen barrejes de dialectes toscans i lígurs, per aquest motiu es considera una illa lingüística emiliana.

### Monuments i llocs d'interès artístic

#### Palau Cybo Malaspina (Palau Ducal)
L'edificació del Palau Cybo Malaspina, construït sobre fortificacions del període longobard, es correspon a l'època de Guglielmo Malaspina, i el 1448 es converteix en la residència fixa de la dinastia. Després de la caiguda dels Malaspina i durant les diverses ocupacions que va patir Carrara, va ser malmès en diverses ocasions. El palau està constituït de dos nuclis diferents: el primer és el Castell Malaspinà, de l'any 1200, i el segon és el Palau Renaixentista, fet construir per Alberico I a final del Cinquecento. Després del terratrèmol del 1920 l'edifici va ser restaurat dràsticament. Actualment el palau és la seu central de l'Acadèmia de Belles Arts.

#### Plaça Alberica
Deu el seu nom a Alberico I Cybo Malaspina, que la va fer construir al Seicento al costat de les muralles de la ciutat, que ell mateix havia fet construir segons el segon tractat ciutadà (1557-1637).

#### Teatro degli Animosi
El Teatro degli Animosi va ser construït entre el 1836 i el 1840 per l'arquitecte Giuseppe Pardini. La façana d'inspiració clàssica presenta un esquema de dos pisos en forma de temple, amb sis columnes que aguanten una biga amb flors i garlandes. Tota la façana és feta amb marbre de Carrara. La porta d'entrada és decorada amb dibuixos de guix d'inspiració musical i poètica. A l'interior, tot és decorat amb figures de marbre.

#### Casa d'Emanuele Repetti
Al principi de la Via Santa Maria, la casa del geògraf i naturalista carrarès Emanuele Repetti (1776-1852), es correspon al segle xiii, com molts dels edificis que es troben al costat. A l'interior hi havia viscut Francesco Petrarca. Va ser la primera seu del municipi de Carrara.

#### Palau delle Poste
El Palau delle poste' està constituït per una torre octogonal revestida completament amb marbre. Als costats de les escales hi ha dues estàtues, una d'un miner i una d'un escultor.

#### Politeama
El Teatre va començar a construir-se el 1888 i va ser inaugurat el 1892. El Politeama forma part d'un bloc quadrangular amb la façana a la plaça de Matteotti: la façana està constituïda per dos arcs sobreposats i l'interior és decorat amb motius sobris i elegants.

#### Torre de Castruccio
La torre de Castruccio es troba a la fortalesa construïda per Castruccio Castracani per a defensa de la ciutat.

### Esglésies

#### Duomo de Sant Andreu
El Duomo, dedicat a sant Andreu, correspon al segle XI: va ser construït amb marbre seguin l'estil romànic, i més tard es van afegir elements d'estil gòtic. La planta és rectangular amb tres naus i absis semicircular. La façana es va construir durant la segona meitat del Trecento, i és formada per una bicromia, típica de les esglésies toscanes, amb peces de marbre blanc i marbre fosc. La porta té una arquivolta amb decoracions de bestiar i té a sobre un rosetó gòtic. El campanar té 33 metres d'alt, es va construir al Trecento.
L'interior és format per una nau central més alta i dues naus laterals més petites. El Duomo conserva el sarcòfag de sant Ceccardo, patró de la ciutat. A la part exterior, es pot observar l'Estatua del Gegant, obra de l'escultor Baccio Bandinelli.

#### Església del Sufragi
Es va començar a construir el 1688 i el seu projecte s'atribueix a Innocenzo Bergamini, es va restaurar el 1800. La façana és simple però enriquida amb un gran portal de marbre d'estil barroc, dissenyat per l'escultor Carlo Finelli i amb un baix relleu que té un dibuix de la Mare de Déu. L'església té forma de creu llatina i té una cúpula revestida de marbre. L'interior és d'estil barroc i ric en marbres de diferents colors que creen un efecte escenogràfic. L'altar és de marbre de diferents colors i es troba entre dues calaveres alades. La pintura a l'oli, d'un pintor anònim, representa la Mare de Déu del Sufragi. Tancada i abandonada durant moltíssims anys, va ser restaurada i oberta al públic a final dels anys noranta del segle xx. Actualment l'església és seu de mostres, esdeveniments i concerts.

#### Església i convent de Sant Francesc
El complex de Sant Francesc es construeix al principi del Seicento, quan Carrara era governada per Carlo I Cybo Malaspina.

#### Església de Sant Pere
Es troba a Avenza i data del 1620, però els seus orígens són d'un edifici medieval.

#### Església Evangèlica Metodista
Temple neoclàssic, es va construir a la dècada del 1920, partint d'un projecte de Carlo Vianello.

#### Església del Carme
Atribuïda al segle xviii, té una Mare de Déu amb el Nen de Bartolomeo Ordóñez.

#### Església de la Mare de Déu de les Llàgrimes
Conserva un altar de Francesco Baratta.

#### Santuari de la Mare de Déu de la Gràcia allaLugnola
Consagrada el 1676, va ser projecte d'Alessandro Bergamini.

#### Església de Sant Miquel
Construïda entre el final del segle xviii i la meitat del segle xix, té els seus orígens en una església del 1450.

#### Església de Santa Maria Assumpta
Dividida en tres naus, presenta un portal del 1554.

### Museus i galeries
- Museu Cívic del Marbre, passeig XX Setembre
- Mina-museu del Fantiscritti, carrer de Fantiscritti
- Acadèmia de les Belles Arts, carrer de Roma
- Museu de l'Escultura, carrer del Canal del Riu
- Museu d'Història Natural i de l'Home, plaça d'Alberica
- Laboratoris arstístics del marbre (a tota la ciutat)

### Festes i esdeveniments
- Bienal Internacional d'Escultura
- CarraraMarmotec - Fira Internacional del Marbre i Tecnologies de Disseny
- Seatec - Exhibició Internacional de Tecnologia per a la Construcció de Vaixells
- Carrara Festival
- Fare Festival Carrara
- Premi Nacional "Torre di Castruccio" (premi atorgat a persones distingides de l'esport i la cultura d'àmbit nacional)
- Semptember Fest (Festa de la cervesa, la més gran fora d'Alemanya)
- Tirreno CT Ospitalità Italia (productes i serveis per a la restauració)
- Sagra del lardo di Colonnata
- Up! Urla Padula Festival
- TuttoCasa

## Cuina
- Taglierini coi fagioli ("taiarin 'nt i fasóli", tallarines amb mongetes)
- "Tordelli" (amb farciment a base de carn, mortadel·la, ous i espinacs)
- Lardo di Colonnata (llard de Colonnata)
- Sgabei
- "Cazalà" (polenta servida amb suc de bolets i formatge de cabra)
- Castagnaccio
- Polenta incatenata (polenta farcida)
- Baccalà marinato (bacallà marinat)
- Frittelle di baccalà (tires de bacallà)
- Trippa alla carrarina (panxa a la carrarina)
- Torta di riso ("torta d'ris, pastís d'arròs)
- "Frisóli" (tires dolces d'arròs)
- "Fugaza" (focaccia dolça amb raïm i pinyons)
- "Calda calda" (pastís salat a base de farina)

## Carraresifamosos
- Pietro Tacca, escultor barroc
- Pietro Tenerani, escultor
- Carlo Finelli, escultor
- Gianluigi Buffon, porter de la Juventus
- Federico Bernardeschi, futbolista de la Juventus Football Club i de la selecció italiana de futbol.
- Pellegrino Rossi, economista i polític
- Emanuele Repetti, geògraf
- Domenico Zaccagna, geòleg
- Maurizia Cacciatori, jugadora de vòlei
- Danese Cattaneo, escultor i poeta
- Domenico Cucchiari, patriota i general durant el Resorgiment
- Arturo Dazzi, escultor
- Tommaso Chieffi, practicant de vela
- Gino Lucetti, anarquista
- Giorgio Chinaglia, futbolista
- Belgrado Pedrini, anarquista
- Renato Ficci, feixista
- Goliardo Fiaschi, anarquista

## Esport
El Carrarese Calcio és l'equip de futbol local. Actualment juga a la Serie C2, després d'haver estat uns quants anys a la Serie C1 i una temporada a la Serie B. L'equip va guanyar una Coppa Italia Serie C el 1983. El Carrarese juga els partits com a local a l'estadi dels Marbres.
També el vòlei i el bàsquet són esports locals: el Virtus Carrarese (vòlei) juga a la Serie C, i l'Spintermar Carrara (bàsquet) després de molts anys a la Serie B, ha baixat a la Serie C.
També cal mencionar l'equip de tenis local, l'Apuania Carrara, que es troba a la Serie B1 i molt a prop de pujar a la Serie A.
El 1960 Carrara va hostatjar una etapa del Giro d'Itàlia divida en dues semietapes: la primera, Livorno-Carrara, guanyada pel belga Emil Daems, i la segona, una contra rellotge per les mines, guanyada per Jacques Anquetil.
És de Carrara el primer equip campió d'Itàlia de corfbol. El títol es va guanyar el 2005.
Han estat molts els esportistes importants de Carrara, dels quals destaquen Gianluigi Buffon, Federico Bernardeschi, Giorgio Chinaglia, Andrea Raggi, Simone Del Nero, Andrea Mussi, Daniele Ficagna (pel que fa al futbol), Francesco Secchiari (ciclisme), Maurizia Cacciatori (vòlei) i els germans Tomasso i Enrico Chieffi (vela).

## Administració municipal
Alcalde: Angelo Zubbani (escollit el 29/05/2007)
Telèfon del municipi: 0585 6411
E-mail del municipi: urp@comune.carrara.ms.it

### Alcaldes des de l'alliberació fins avui
| Càrrec    | Inici del càrrec | Final del càrrec | Nom                   | Partit                  |
| --------- | ---------------- | ---------------- | --------------------- | ----------------------- |
| Alcalde   | 1945             | 1946             | Carlo Andrei          | C.L.N.                  |
| Secretari | 1946             | 1946             | Carlo Andrei          | C.L.N.                  |
| Alcalde   | 1946             | 1951             | Enrico Isoppi         | PRI                     |
| Alcalde   | 1951             | 1956             | Gastone Dazzi         | PRI                     |
| Alcalde   | 1956             | 1961             | Lorenzo Gestri        | PSI                     |
| Alcalde   | 1961             | 1967             | Filippo Martinelli    | PSI                     |
| Alcalde   | 1967             | 1976             | Sauro dalle Mura      | PSI                     |
| Alcalde   | 1976             | 1980             | Sebastiano Puccinelli | PSI                     |
| Alcalde   | 1980             | 1985             | Alessandro Costa      | PCI                     |
| Alcalde   | 1985             | 1990             | Fausto Marchetti      | PCI                     |
| Alcalde   | 1990             | 1994             | Alberto Pincione      | PRI                     |
| Alcalde   | 1994             | 1998             | Emilia Fazzi Contigli | PDS                     |
| Alcalde   | 1998             | 2002             | Lucio Segnanini       | PDS                     |
| Alcalde   | 2002             | 2007             | Giulio Conti          | Democratici di Sinistra |
| Alcalde   | 2007             | en actiu         | Angelo Zubbani        | SDI                     |

## Ciutats agermanades
- - Erevan (Armènia)
- - Grassa (França)
- - Ingolstadt (Alemanya)
- - Novelda (País Valencià)
- - Opole (Polònia)
- - Kragujevac (Sèrbia)
- - Bray (Irlanda)
- - Asunción (Paraguai)
- - Rønne (Dinamarca)